# Stazione di Fossato di Vico (FAC)
Stazione di Fossato di Vico 1945-ben bezárt vasútállomás Olaszországban, Umbria régióban, Fossato di Vico településen.

## Vasútvonalak
Az állomást az alábbi vasútvonalak érintették:
- Appennino Centrale-vasútvonal

## Kapcsolódó állomások
A vasútállomáshoz az alábbi állomások vannak a legközelebb: 
- Stazione di Branca